# Grevillea juncifolia
Grevillea juncifolia är en tvåhjärtbladig växtart. Grevillea juncifolia ingår i släktet Grevillea och familjen Proteaceae.

## Underarter
Arten delas in i följande underarter:
- G. j. juncifolia
- G. j. temulenta